# Deodato Orlandi
Deodato Orlandi, oppure Deodato di Orlando (Lucca, circa 1260 – circa 1330), è stato un pittore italiano.

## Biografia

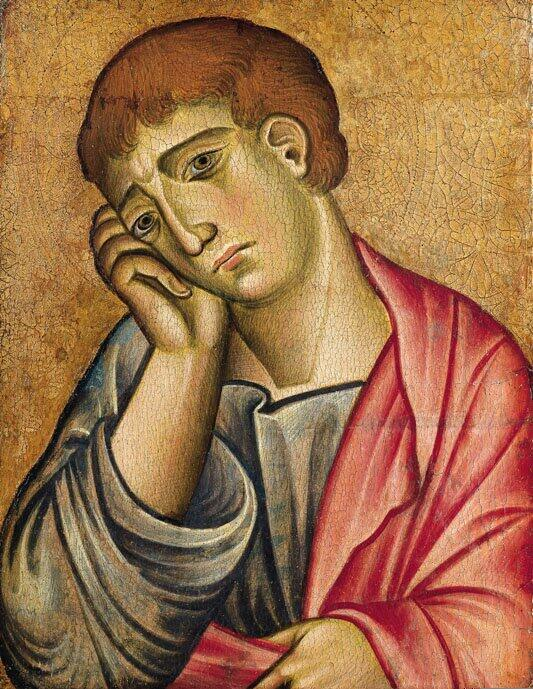
San Giovanni Evangelista in lutto, Städelsches Kunstinstitut (1310-1320)

Al suo esordio Orlandi eseguì nel 1288 il Crocifisso per la chiesa di San Cerbone presso Lucca, oggi nel Museo nazionale di Villa Guinigi, e successivamente, nel 1301, il dossale d'altare conservato a Pisa, nel Museo nazionale di San Matteo.
Allo stesso anno appartenne anche il Crocifisso della chiesa del Conservatorio di Santa Chiara a San Miniato.
Sempre in quel decennio realizzò la tavola con la Madonna con il Bambino, già nella collezione Hurd di New York (1308), che doveva costituire, originariamente, la parte centrale di un dossale basso simile a quello pisano del 1301. Queste sono tutte le opere firmate da Orlandi.
Tra le attribuzioni effettuate dai critici d'arte, vi è il Crocifisso del convento di San Francesco di Pisa, conservato nel Museo nazionale di San Matteo, che testimonia una caratteristica importante nello sviluppo artistico di Orlandi, perché confermerebbe i suoi iniziali legami con la lezione pittorica lucchese di Berlinghiero Berlinghieri, e costituirebbe una saldatura tra quest'ultimo e lo stile del Crocifisso del 1288 e a tutte le opere del primo periodo di Orlandi, già influenzate più dalle forme dolci e dalla forza tragica di Cimabue che dai maestri pisani e senesi; inoltre in quegli anni venne a contatto con le nuove tendenze fiorentine.
L'affresco nella lunetta soprastante la tomba del mercante Bonagiunta Tignosini, con una data tombale 1274, nel cimitero di Santa Caterina a Lucca, raffigurante la Madonna con il Bambino, san Francesco e il donatore, evidenziò ispirazioni al mosaico di Pietro Cavallini nella Basilica di Santa Maria in Trastevere a Roma.
Agli anni compresi tra il 1288 e il 1301 risale la Madonna in trono con il Bambino e quattro angeli del Museo nazionale di San Matteo, in cui si riduce l'influenza di Cimabue e non appare ancora quella giottesca, già presente invece nelle due opere del 1301.
Il dossale pisano con la figura centrale della Madonna con il Bambino con i santi Domenico, Giacomo, Pietro e Paolo (Museo nazionale di San Matteo) rappresentò insieme al Crocifisso di San Miniato l'avvicinamento di Orlandi alle innovazioni giottesche,essendo quest'ultima opera ispirata al Crocifisso giottesco della basilica di Santa Maria Novella, con un'interpretazione vivace e patetica, basti pensare al dettaglio delle mani della Madonna, che si distinguono per la loro forza icastica.
Ai primi anni del XIV secolo risale il grande ciclo di affreschi della chiesa di San Piero a Grado (nei pressi di Pisa), comprendente le Storie della vita di san Pietro.
Al 1308 appartiene il pannello, frammento di un dossale simile a quello pisano, rappresentante la Madonna che tiene una rosa con il Bambino, già nella collezione Hurd di New York, che dimostra un sempre maggiore avvicinamento alla scuola ulteriore fiorentina-senese.
Nel 1314 ultimò il mosaico raffigurante la Madonna con il Bambino e due angeli, un tempo nella lunetta sopra il portale d'ingresso della Cattedrale di San Martino (Lucca).
All'ultimo periodo di attività di Orlandi, al terzo decennio del Trecento, risale la Madonna nella Pinacoteca di Lucca, la Madonna in trono con il Bambino, oggi al Museo del Louvre, e la Madonna in trono con il Bambino e un santo vescovo che presenta un frate donatore, in una collezione privata italiana (1330).
Orlandi fu un artista che seppe sviluppare il suo stile, rinnovandolo dalle influenze di Cimabue a quelle protogiottesche e giottesche, a dimostrazione della grande attenzione che mise il pittore ai grandi eventi artistici contemporanei.

## Opere
- Crocifisso, Museo nazionale di Villa Guinigi (1288);
- Madonna in trono con il Bambino e quattro angeli, Museo nazionale di San Matteo (1288-1301);
- Dossale d'altare con Madonna con il Bambino con i santi Domenico, Giacomo, Pietro e Paolo, Museo nazionale di San Matteo (1301);
- Crocifisso, chiesa del Conservatorio di Santa Chiara a San Miniato (1301);
- Madonna con il Bambino, collezione Hurd di New York (1308);
- Madonna che tiene una rosa con il Bambino, frammento di un dossale, collezione Hurd di New York (1308);
- Storie della vita di san Pietro, affreschi della chiesa di San Piero a Grado (primi anni del XIV secolo);
- Madonna con il Bambino e due angeli, mosaico, lunetta sopra il portale d'ingresso della Cattedrale di San Martino (Lucca) (1314);
- Madonna, Pinacoteca di Lucca (1325-1330);
- Madonna in trono con il Bambino, Museo del Louvre (1325-1330);
- Madonna in trono con il Bambino e un santovescovo che presenta un frate donatore, collezione privata italiana (1330).

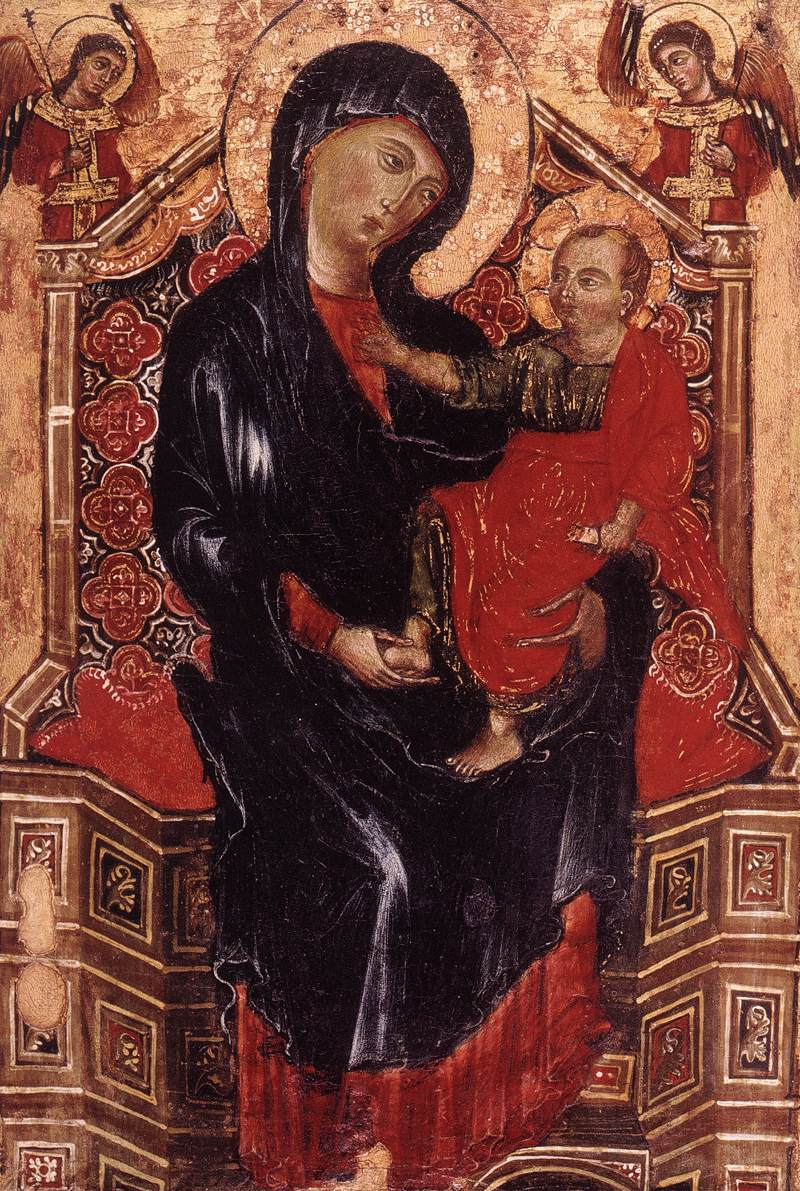
Madonna col Bambino, Lindenau-Museum (1290)
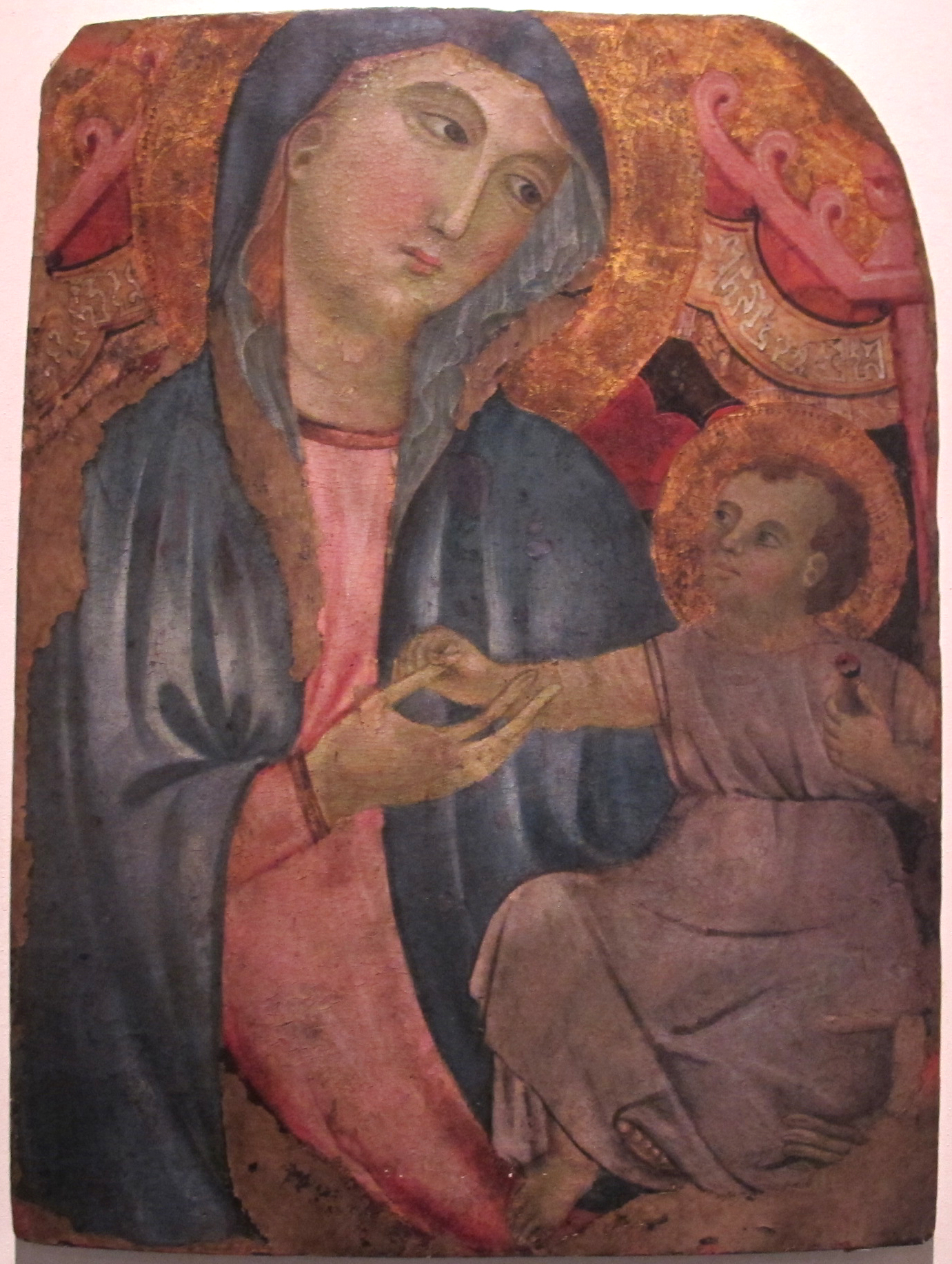
Madonna in trono col bambino, Museo nazionale di Villa Guinigi (1300)
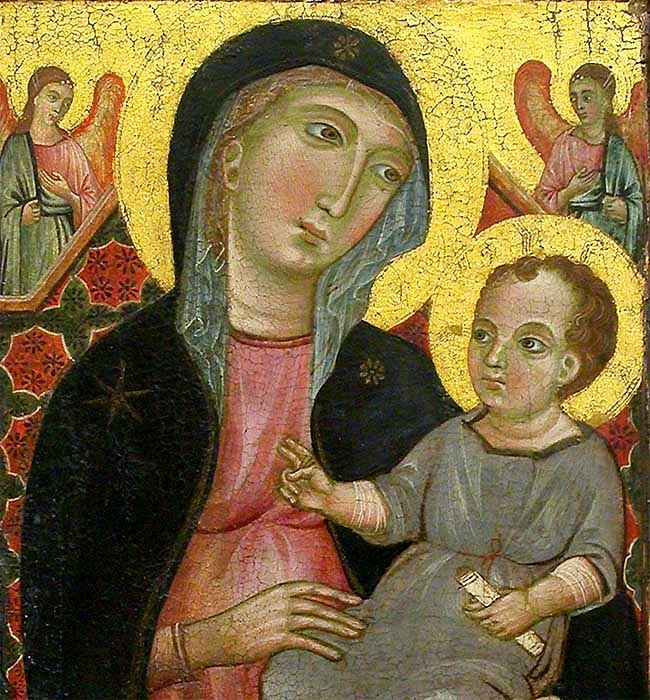
Madonna col Bambino, Museo del Louvre (circa 1300)